# 河井芳文
河井 芳文（かわい　よしふみ、1936年2月17日-1989年12月4日）は、日本の教育心理学者。
東京学芸大学卒、東京教育大学大学院教育心理学博士課程満期退学。1978年「漢字の画と読字行動との関係に関する研究」で東京学芸大学教育学博士。東京学芸大学助教授、教授。過労のため持病の喘息を悪化させて死去、「緘黙児」に関する遺稿を妻・英子がまとめて刊行した。

## 著書
- 『言語発達診断検査 文字とことばの指導のための』田中教育研究所編 田研出版 1979
- 『ソシオメトリー入門 学級の子どもたちを理解するために』みずうみ書房 教育とパソコンシリーズ 1985
- 『囲い込まれた子ども達 現代の教育と子どものいじめ』田研出版 1986

### 共編著
- 『3～6年生の発達のとらえ方と指導』杉原一昭、高野清純共編 教育出版 1987
- 『場面緘黙児の心理と指導 担任と父母の協力のために』河井英子共著 田研出版 1994

### 翻訳
- L.S.シャルマン『新しい学習理論と数学教育』中島健三共訳 明治図書出版 1973

## 論文
- Cinii

## 注
1. ↑  『現代日本人名録』1987年
2. ↑  『場面緘黙児の心理と指導』